# Blang Dalam Geunteng
Blang Dalam Geunteng is een bestuurslaag in het regentschap Aceh Utara van de provincie Atjeh, Indonesië. Blang Dalam Geunteng telt 711 inwoners (volkstelling 2010).